# Madeleine Smith

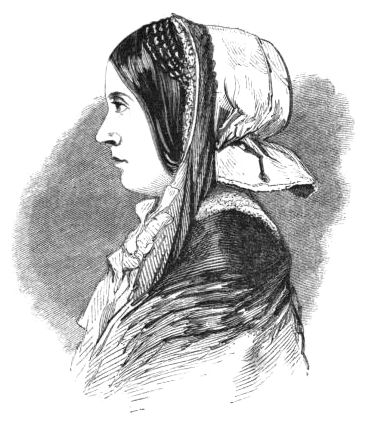
Madeleine Smith

Madeleine Smith (* 1835 in Glasgow; † 12. April 1928 in New York City) war 1857 die Hauptangeklagte in einem Mordprozess in Schottland, der zur damaligen Zeit in Großbritannien großes Aufsehen erregte. Ihr wurde vorgeworfen, ihren Liebhaber Pierre Emile L'Angelier durch Verabreichung von Arsen ermordet zu haben. Am 9. Juli 1857 sprach der High Court of Justiciary in Edinburgh sie frei, da der Schuldbeweis nicht erbracht werden konnte.

## Der Mordfall
Madeleine Smith entstammte einer hoch angesehenen Familie, die in Glasgow lebte. Ihr Vater James Smith war ein angesehener Architekt; die Familie galt als wohlhabend, und Madeleine war das älteste Kind von insgesamt fünf Kindern.
Zu den Verehrern der als schön geltenden Madeleine Smith gehörte seit 1855 ein weitgehend mittelloser Angestellter mit Namen Pierre Emile L'Angelier, ein auf der Insel Jersey geborener Brite. Nachdem Madeleines Vater eine Korrespondenz zwischen der jungen Frau und dem jungen Mann entdeckte, verbot er ihr jeglichen weiteren Umgang mit ihm, da er eine Beziehung als nicht standesgemäß ansah. Madeleine Smith setzte die Bekanntschaft allerdings heimlich fort. Entgegen den Konventionen der damaligen Zeit kam es zwischen den beiden auch zum Geschlechtsverkehr, wozu sie sich in Briefen an ihren Liebhaber mehrfach äußerte. Im Jahre 1856 versuchte Madeleine Smith das Verhältnis zu beenden, weil sie sich mit einem anderen Mann, der ihrer Familie genehm war, verlobt hatte. Mit Hinweis auf die Briefe, in denen Madeleine Smith sich freimütig zu dem Verhältnis mit ihm bekannte, erpresste Pierre Emile L'Angelier seine Geliebte zu einer Fortsetzung des Verhältnisses. In den folgenden Monaten erlebte er schwere Magen-Darm-Erkrankungen. Einer solchen erlag er am 23. März 1857. Bei der anschließenden Obduktion, die man wegen dieses überraschenden Todesfalles vornahm, stellte man eine Arsenvergiftung fest.
1861 heiratete sie George Wardle, mit dem sie zwei Kinder (Mary, genannt „Kitten“, * 1863 und Thomas, *1864) hatte. Die Ehe wurde 1889 geschieden. Nach der Scheidung zog Madelaine Wardle-Smith nach New York, wo sie um 1916 mit William A. Sheehy ihre zweite Ehe einging, die bis zu seinem Tod 1926 dauerte. Madelaine starb am 28. April 1928 in New York (Manhattan) und wurde unter dem Namen Lena Wardle Sheehy auf dem Mount Hope Cemetery in Hastings-on-Hudson (NY) beerdigt.